# ان‌جی‌سی ۴۱۷
ان‌جی‌سی ۴۱۷ (انگلیسی: NGC 417) نام یک کهکشان عدسی در صورت فلکی نهنگ است.